# 太白深灰槭
太白深灰槭（学名：Acer caesium ssp. giraldii）为槭树科槭属下的一个亚种。

## 扩展阅读
- 維基物種上的相關：太白深灰槭